# Sächsischer I MET
Als Gattung I MET bezeichneten die Königlich Sächsischen Staatseisenbahnen die elektrischen Triebwagen für den Personenverkehr der Schmalspurbahn Klingenthal–Sachsenberg-Georgenthal.

## Geschichte

Ein Dreiwagenzug in Klingenthal im Sommer 1917

Die beiden Triebwagen wurden für die Strecke von Klingenthal nach Sachsenberg-Georgenthal beschafft, welche wegen ihres straßenbahnähnlichen Betriebes als einzige sächsische Schmalspurbahn mit 650 Volt Gleichspannung elektrifiziert wurde. Die elektrische Ausrüstung wurde von den Siemens-Schuckert-Werken in Berlin geliefert, den Bau des mechanischen Teils übernahm die Waggonbau- und Maschinenfabrik, vormals Busch in Bautzen.
Passend zu den Triebwagen wurden 1917 auch zwei Beiwagen gefertigt, die sich nur durch den fehlenden Antrieb von den Triebwagen unterschieden. Sie erhielten die Betriebsnummern 11M und 12M. Ein dritter Beiwagen mit der Nummer 13M wurde 1926 nachgeliefert.
Zunächst blieben die Triebwagen in Klingenthal ungenutzt abgestellt, da durch den Kriegsbeginn die Bauarbeiten an der Strecke unterbrochen wurden. Erst am 16. April 1917 waren die elektrischen Anlagen in Klingenthal fertiggestellt. Der fahrplanmäßige elektrische Betrieb begann am 14. Mai 1917.
Die Deutsche Reichsbahn gab den beiden Triebwagen später die neuen Nummern ET 197 21 und ET 197 22, den Beiwagen die Nummern EB 197 21 bis 23.
Bis 1939 – als vier Triebwagen der Lokalbahn Mödling–Hinterbrühl nach Klingenthal gelangten – bewältigten die beiden Triebwagen den gesamten Reisezugverkehr der Schmalspurbahn. Erst als 1956 und 1958 neue Gothaer Triebwagen in Dienst gestellt wurden, kamen die alten Fahrzeuge dann kaum noch zum Einsatz. 1959 wurden die beiden Wagen ausgemustert und wenig später verschrottet. Die Beiwagen schieden erst 1963 aus dem Bestand aus.